# Österreichischer Pennäler Ring
Der Österreichische Pennäler Ring (ÖPR) ist der Dachverband von ca. 190 Schülerverbindungen in ganz Österreich, von denen (Stand: 2014) 54 aktiv sind. Innerhalb des Verbandes hat jede Mitgliedsverbindung eine hohe Eigenständigkeit. Der Begriff Pennäler ist vom Begriff Pennal abgeleitet und bezieht sich auf eine ehemalige Schulform.

## Grundsätze
Die Gemeinsamkeit der Verbindungen des ÖPR besteht im Wesentlichen aus drei Bereichen: national-liberale Grundsätze, gemeinsame studentische Traditionen und ein einheitliches Erscheinungsbild (alle Verbindungen haben ähnliche Abzeichen und Organisationsformen) sowie das Bekenntnis zur pennalen Mensur, die als Erweiterung des geistigen und körperlichen Horizonts angesehen wird.

## Geschichte

### Erste Zusammenschlüsse von Pennalien in Österreich
Die älteste bekannte pennale Burschenschaft ist die 1817/19 in Teschen (Österreichisch-Schlesien) belegte pB Teutonia. Weitere Gründungen folgten. Als älteste noch bestehende pennale Burschenschaft in Österreich gilt heute die pB Allemannia et Nibelungia in Graz (gegründet 24. Oktober 1860). Regionale Zusammenschlüsse von Pennalien bildeten sich zunächst in Böhmen. So entstand um 1900 in der Region um Leitmeritz und Aussig der nach seinem Tagungsort benannte Lobositzer Delegierten Convent (LoDC) mit burschenschaftlicher Tendenz, dem sich später auch Pennalien in Linz, Prag, Reichenberg und Trautenau anschlossen. Er löste sich aber schon im Herbst 1906 wieder auf.
Bereits im Februar 1906 hatte sich mit Bündern in Trautenau, Arnau und Braunau der Riesengebirgs Delegierten Convent (RgDC) aufgetan, der bis nach dem Ersten Weltkrieg bestand. Seit den 1890er Jahren bestand zudem ein Ortskartell in Reichenberg, der Reichenberger Delegiertenconvent (RDC), der 1901 mit leicht veränderter Zusammensetzung in den Reichenberger Chargierten Convent (RCC) überging. Örtliche Zusammenschlüsse unterschiedlicher Ausrichtung (Prager burschenschaftlicher Delegierten Convent, Landsmannschaftlicher Delegierten Convent u. a.) bestanden auch in Prag.

### Der Allgemeine Delegierten Convent

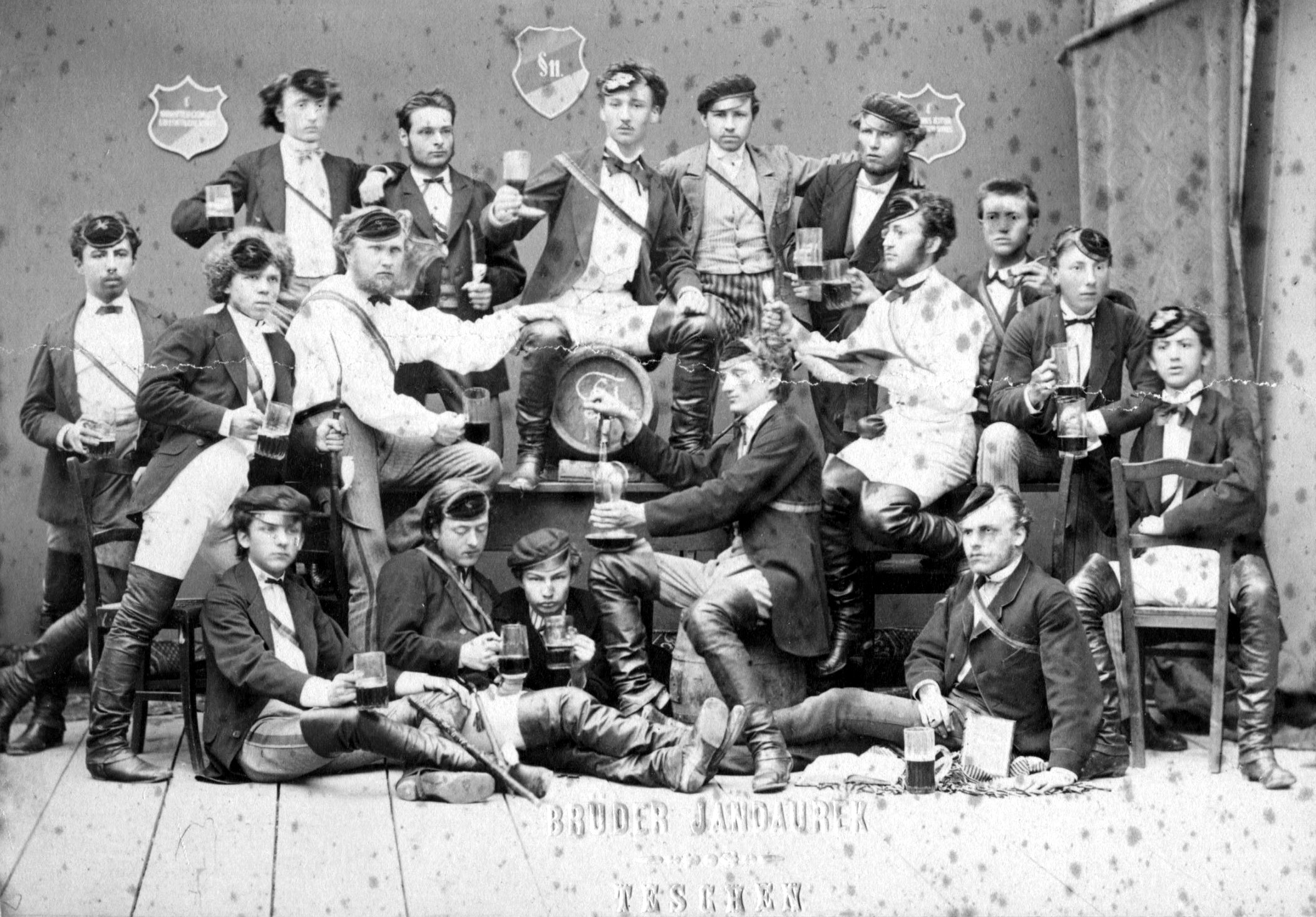
pB Silesia Teschen, seit 1911 Mitglied des ADC. Aufnahme 1872

Zum ersten dauerhaften überregionalen Zusammenschluss pennaler Korporationen in Österreich kam es 1906 mit der Gründung des Allgemeinen Delegierten Convents (ADC) durch achtzehn Mittelschulverbindungen auf dem von Karl Ansorge (pB Arminia Trautenau) für den 4. August 1906 nach Reichenberg einberufenen allgemeinen Burschentag. Der ADC verstand sich als „nationale und wirtschaftliche Organisation der wehrhaften, honorigen Mittelschulverbindungen der österreichisch-ungarischen Monarchie“. Nach seiner Satzung war sein Zweck die „planmäßige Ausgestaltung“ der „nationalen Bildungsarbeit und gegenseitige wirtschaftliche Hilfeleistung jeder Art“.
Am zweiten Allgemeinen Burschentag des ADC im Juli 1908 in Wien nahmen bereits 53 Pennalien teil. Bis zum Ersten Weltkrieg stieg der Gesamtbestand der Mitgliedskorporationen auf 249, darunter 132 in Böhmen, Mähren und Österreichisch-Schlesien, fünf in der Bukowina und eine in Bosnien. Ab 1913 entstanden Landesorganisationen in Oberösterreich, Westböhmen, Mähren (in Olmütz und Mährisch-Ostrau), Nordwest-Böhmen, Steiermark, Kärnten und Tirol/Vorarlberg, in deren Zuständigkeitsbereich die Werbearbeit und die Unterstützung der Geschäftsleitung bei Aufnahmegesuchen fiel.
Der Erste Weltkrieg führte faktisch zum Erliegen der Verbandstätigkeit. Das Verbandsorgan „Lehr und Wehr“ wurde schon im Juli 1914 eingestellt. Für Pfingsten 1919 wurde der 5. Allgemeine Burschentag des ADC nach Wien einberufen und der Verband mit der Wahl eines neuen Vorstandes und der Verabschiedung einer neuen Satzung bei einem Bestand von ca. 250 Mitgliedsverbindungen wiederbegründet.

### Pennale Burschenschaft der Ostmark und Deutscher Pennäler Ring
Am 9. Juni 1919 konstituierte sich unter der Führung von Karl Wollak (pB Germania Wien) die pennale Burschenschaft der Ostmark (pBdO), die zunehmend Einfluss gewann. Um den Zusammenschluss der pennalen Bewegung über die bisherigen Verbändegrenzen zu fördern und zugleich die bisher noch ungebundenen Pennalien für die Zusammenarbeit zu gewinnen, wurde auf dem Pennälertag in Waidhofen an der Ybbs (30. April und 1. Mai 1922) die Auflösung des ADC und die Schaffung einer neuen Organisation unter der Bezeichnung Deutscher Pennäler Ring (DPR) beschlossen, für deren Ausgestaltung ein vorbereitender Ausschuss eingesetzt wurde. Eine wichtige Streitfrage war die Rolle der Prinzipien (Burschenschaften, Corps) innerhalb des neuen Verbandsstrukturen. Man entschied sich schließlich gegen eine zentralistische Struktur und für die Beibehaltung der bisherigen „Prinzipienverbände“. Der Deutsche Pennäler Ring bildete somit einen Dachverband für die Pennale Burschenschaft der Ostmark, den Ostmärkischen Senioren-Convents-Verband (OSCV) und den Vertreter-Convent der Vereine und Verbindungen der Ostmark (VCdO, gegründet am 1. Mai 1922 in Waidhofen als Nachfolger der Wiener wehrhaften Kartells). Der Vorsitz sollte jährlich unter den Mitgliedsverbänden wechseln. Die pBdO übernahm 1923 den Vorsitz. Der OSCV, der damals über zwölf Mitgliedsbünder verfügte, trat allerdings vor der Übernahme der Verbandsgeschäfte aus dem DPR aus, der, nachdem es zudem zum Übertritt einiger VCdO-Korporationen zur pBdO gekommen war, 1927 seine Auflösung beschloss.
Die pBdO wurde im August 1933 durch die Polizeidirektion Wien aufgelöst. Am 24. April 1938 legte sie ihre Farben beim Schlusskommers in Wien offiziell ab.

### Österreichischer Pennäler Ring
Nachfolger der bisherigen Verbände war der 1950/51 gegründete Pennale Verbands Convent (PVC), der zum Grundstein des Österreichischen Pennäler Rings (ÖPR) wurde. Der ÖPR selbst wurde am 15. Oktober 1952 als Altherrenverband gegründet. Auf dem 19. Burschentag des ÖPR in Schärding wurden Pfingsten 1995 die  pennale Burschenschaft Saxonia Czernowitz zu München, die Pennalverbindung Arminia Feldkirch und die pennale Burschenschaft Germania Libera zu Mistelbach aufgenommen. 2007 beging der Verband in Vöcklabruck seinen 25. Burschentag.
Im April 1990 fand in Berlin der Norddeutsche Pennälertag statt, auf dem unter Beteiligung des ÖPR die Schaffung eines bundesdeutschen Verbandes besprochen wurde. Seine Gründung erfolgte am 12. Juni 1990 in Jena als Allgemeiner Pennäler Ring (APR). Mit der Gründung der Schülerverbindung Gothia Meran ist der ÖPR seit Mai 2005 auch wieder mit einem aktiven Bund in Südtirol vertreten.

## Vorsitzende des ÖPR
- 1952 Gustav Mitterdorfer, DSV Libertas Wien
- 1959 Dr. Gustav Axmann, Allemannia-Marburg und Arminia Klagenfurt
- 1960 Viktor Biefel, Heimdall Linz
- 1975 Hermann Löser, JKM Rugia, Krems, erster gemeinsamer Vors. von ÖPR und BDC
- 1982 Peter Mussi, Tauriska Klagenfurt
- 1987 Peter Frank, Tauriska Klagenfurt
- 1988 Karl Götschober, Wr. pen.B! Franko Cherusker, Hans Steinacher, Völkermarkt
- 1998 Walter Zell, Ghibellinia zu Wien
- 2002 Udo Guggenbichler, t.V! Hollenburg zu Ferlach, akad. B! Albia Wien, akad. B! Arminia Graz und SV! Gothia zu Meran

## Mitgliedsverbindungen
Den ÖPR zeichnet heute eine große Binnendiversität aus, die bereits an der Namensgebung der Mitgliedsverbindungen deutlich wird. Neben der dominierenden Bezeichnung Pennale Burschenschaft finden sich auch pennale Sängerschaften und Corps, Fachstudentenschaften und Verbindungen darunter. Einige sind bereits im 19. Jahrhundert begründet worden, andere erst in den 2000er Jahren. ÖPR-Verbindungen sind in allen neun österreichischen Bundesländern sowie in München (Bundesrepublik Deutschland) und in Meran (Südtirol/Italien) vertreten.

### Liste
Die Sortierung der Liste erfolgt alphabetisch nach dem Ort und innerhalb des Ortes nach dem Gründungsdatum, ohne Nennung des Ortes oder Gründungsdatums im Namen.
|  |
|  |
|  |

|  |
|  |
|  |

|  |
|  |
|  |

|  |
|  |
|  |

|  |
|  |
|  |

### Abkürzungen
- AcSV = Alldeutsch-conservative Semestralverbindung
- AGV = Alte Gymnasialverbindung
- cP = conservative Pennalie
- consV = conservative Verbindung
- DcSV = Deutsch-conservative Semestralverbindung
- fC /FstC =  fachstudentisches Corps/Fachstudentisches Corps
- Fst = Fachstudentenschaft
- FstV = Fachstudentische Verbindung
- JKM = Jungmannschaft Kremser Mittelschüler
- KkV = Kremser konservative Verbindung
- MSV = Mittelschulverbindung
- p.B!/PB = pennale Burschenschaft/Pennale Burschenschaft
- pC/PC = pennales Corps/Pennales Corps

- p.c.B! = pennal-conservative Burschenschaft
- pcS = pennal-conservative Sängerschaft
- pcV/pkV = pennal-conservative Verbindung/pennal-konservative Verbindung
- pV/PV = pennale Verbindung/Pennale Verbindung
- pS/PS = pennale Sängerschaft/Pennale Sängerschaft/Pennalsängerschaft
- pSTAV = pennale Studenten- und Absolventenverbindung
- SV = Schülerverbindung
- tV = technische Verbindung
- wpB = wehrhaft-pennale Burschenschaft

## Kritik

### Öffentliche Förderung
In den Jahren von 2000 bis 2004 wurde der ÖPR durch das damals vom FPÖ-Politiker Herbert Haupt geführte Bundesministerium für soziale Sicherheit, Generationen und Konsumentenschutz (BMSG) mit insgesamt 131.686 Euro gefördert. Die damalige Oppositionspartei SPÖ und verschiedene Medien kritisierten diese vergleichsweise hohe Förderung und das Schalten von Inseraten des BMSG in den Publikationen des ÖPR, da diese „fragwürdige Denkungsarten“ förderten. So veröffentlichte die ÖPR-Zeitschrift Junges Leben 2005 ein Plädoyer gegen die Demokratie, das der Verfasser mit den Worten „Aus all den genannten Kritikpunkten bin ich ein erklärter Gegner der Demokratie“ schließt. Neben Begrüßungen wie „Heil Jul“ und „Verehrte Waffenbrüder“ werden die Anschläge von „Neu York“ relativiert („Amerika erntet, was es gesät hat“). Verse wie „dass deutsch verbleibe diese Erde, auf der einst unsre Wiege stand“ finden sich dort ebenso wie Fotos von Herbert Haupt, Ewald Stadler und Andreas Mölzer.
Laut einer parlamentarischen Anfragebeantwortung im Jahr 2018 erhält der ÖPR seit 2001 jährlich rund 38.000 Euro Förderung.

### Politische Ausrichtung
Der ÖPR bzw. einige seiner Verbindungen zeigten nach Ansicht des Dokumentationsarchives des österreichischen Widerstandes Bezüge zum Rechtsextremismus und ein Naheverhältnis zum  Nationalsozialismus. Dabei verwies das DÖW im März 2002 auf die Aussage, „dass Österreich, genauso wie auch Südtirol und der größte Teil der Schweiz, immer ein Teil der deutschen Volks- und Kulturgemeinschaft war und auch weiterhin ist“ aus dem ÖPR-Schülerkalender von 1996/97, das Anstimmen von SA-Liedern durch Mitglieder der ÖPR-Burschenschaft Germania Liberia und die Verlinkung eines Nationalen Infotelefons auf der Website der ÖPR-Verbindung DcSV! Gothia. In einer Presseaussendung des ÖPR aus dem Jahr 2007 widersprach ÖPR-Vorsitzender Udo Guggenbichler solchen Vorwürfen und erklärte, der Verband bekenne sich zur Republik Österreich und zur Verfassung. Das wird bestätigt durch eine Anfragebeantwortung des Bundeskanzleramts vom 24. Oktober 2023: „Der Verein tritt allen militaristischen, rassistischen, sexistischen, nationalistischen, faschistischen und totalitären Tendenzen mit allen demokratischen Mitteln entschieden entgegen.“ und legt gemäß § 4Z2 der ÖJV-Statuten ein „Bekenntnis zur demokratischen Republik Österreich und zu den Grundwerten des Friedens, der Demokratie, der Menschenrechte und des Rechtsstaates ab.“